# 奧爾頓 (緬因州)
奧爾頓（英語：Alton）是一個位於美國緬因州佩諾布斯科特縣的鎮。

## 人口
根據2020年美國人口普查的數據，奧爾頓的面積為110.20平方千米，當中陸地面積為109.58平方千米，而水域面積為0.62平方千米。當地共有人口829人，而人口密度為每平方千米8人。